# سيرجيو ساندوفال باريديس
سيرجيو ساندوفال باريديس (بالإسبانية: Sergio Sandoval Paredes)‏ هو سياسي مكسيكي، ولد في 2 نوفمبر 1960 في المكسيك. حزبياً، نشط في الحزب الثوري المؤسساتي. وقد انتخب عضو مجلس النواب المكسيك.